# Vulcan (Rumania)
Vulcan (en húngaro: Vulkán o Zsilyvajdejvulkán) es una ciudad de Rumania en el distrito de Hunedoara.

## Geografía
Se encuentra a una altitud de 599 m s. n. m. a 174 km de la capital, Bucarest.

## Demografía
Según estimación 2012 contaba con una población de 28 874 habitantes.
| 1948 | 1956   | 1966   | 1977   | 1992   | 2002   | 2012   |
| s/d  | 14 859 | 21 979 | 28 664 | 34 524 | 29 740 | 28 874 |